# Pomo Lorenzo
Héctor Lorenzo Barros (Buenos Aires; 24 de septiembre de 1950), más conocido como Pomo , es un músico, compositor y baterista argentino de música rock. Es uno de los músicos fundadores del rock nacional argentino, a fines de la década de 1960, que participaron en la bohemia hippie-rockera de Buenos Aires, conocida como "naufragio". Integró bandas de gran importancia en la música rock de Argentina, como Los Abuelos de la Nada, Pappo's Blues, Invisible y Spinetta Jade, así como las bandas de Pedro Aznar (1982-1986) y Fito Páez (1994-1999). También formó el grupo Sr. Zutano (1977-1978) con Lito Epumer y Juan del Barrio y en 1980 participó de Seleste, un proyecto solista de David Lebón. Se radicó en España entre 1986 y 1994. En los últimos años formó su propia banda, El Don, con Pablo Suárez (bajos y programación), Guillermo del Medio (teclados y secuencias) y Javier Viñas (guitarras) y ADN, un trío integrado también por César Franov y Pablo Suárez.
Participó de la grabación de cuatro álbumes incluidos en la lista de los 100 mejores álbumes del rock argentino elaborada por la Revista Rolling Stone: El jardín de los presentes (N.º 28), Pappo's Blues Volumen 3 (N.º 41), Invisible (N.º 65) y Bajo Belgrano (N.º 69).

## Discografía

### Solista
- Primario (2010)
- Binario (2013)

### Con otros

#### Con Pappo's Blues
- Pappo's Blues Volumen 3
- Pappo's Blues Volumen 4

#### Con Invisible
- Invisible (1974)
- Durazno sangrando (1975)
- El jardín de los presentes (1976)

#### Con Spinetta Jade
- Alma de diamante (1980)
- Los niños que escriben en el cielo (1981)
- Bajo Belgrano (1983)
- Madre en años luz (1984)

#### Con Luis Alberto Spinetta
- Spinettalandia y sus amigos (1971)
- Mondo di cromo (1983)

#### Con Pedro Aznar
- Pedro Aznar (1982)
- Contemplación (álbum) (1985)
- Fotos de Tokio (1986)
- Puentes amarillos: Aznar celebra la música de Spinetta (2012)

#### Con Fito Páez
- Circo Beat (1994)
- Euforia (1996)